# サッポロクラシックカップ
サッポロクラシックカップは、ホッカイドウ競馬で施行される地方競馬の重賞競走（H3）である。
競走名の「サッポロクラシック」は、サッポロビールが北海道で限定発売しているビールの商品名。

## 概要
2009年に特別競走として創設された、2歳馬による競走。2014年より重賞（H2）に格付けされた。2022年までは地方競馬全国交流競走となっており、他地区所属馬も出走可能であったが、2023年にホッカイドウ所属馬限定戦となった。
2008年までは特定種牡馬の種付料相当額を賞金としたスタリオン・プレミアムシリーズのひとつとして「アグネスタキオン・プレミアムII」の名称で施行していた。2009年度も当初予定では「アグネスタキオン・スーパープレミアム」の名称で行われる予定だったが、アグネスタキオンが6月に急死したため、急遽レース名を「サッポロクラシックカップ」に変更して施行された。
2009年の創設時から2019年まで未来優駿の対象競走となっていたほか、2012年以降はJRA認定競走（上級認定競走）としても施行されている。
2019年までは1200mで施行されていたが、2020年より1700mで施行されることになった。
2023年よりH3に降格して1着賞金が400万円に減額となり、1200mで施行される。
負担重量は2019年までは55kg（牝馬1kg減）、2020年から2023年は定量で54kgで、2024年からは定量で55kgとなっている。

### 競走条件・賞金（2024年）
出走条件
サラブレッド系2歳、ホッカイドウ所属。
負担重量
定量（55kg）
賞金等
賞金額は1着400万円、2着112万円、3着84万円、4着56万円、5着28万円。
スタリオンシリーズ競走にされており、アドマイヤマーズの次年度配合権利が優勝馬馬主への副賞となっている。

### 副賞
スタリオンシリーズ競走に指定されており、以下の種牡馬の種付権が副賞となっている。
| 年     | 種牡馬             | 付与対象者 | 出典   |
| ------ | ------------------ | ---------- | ------ |
| 2014年 | メイショウボーラー | 馬主       | [ 7 ]  |
| 2015年 | ヘニーヒューズ     | 馬主       | [ 8 ]  |
| 2016年 | パイロ             | 馬主       | [ 9 ]  |
| 2017年 | パイロ             | 馬主       |        |
| 2018年 | パイロ             | 馬主       |        |
| 2019年 | パイロ             | 馬主       |        |
| 2020年 | パイロ             | 馬主       | [ 10 ] |
| 2021年 | パイロ             | 馬主       | [ 11 ] |
| 2022年 | パイロ             | 馬主       | [ 12 ] |
| 2023年 | アドマイヤマーズ   | 馬主       | [ 13 ] |
| 2024年 | アドマイヤマーズ   | 馬主       | [ 6 ]  |

## 歴代優勝馬
すべてダートコースでの施行。
| 回数   | 施行日         | 開催地 | 距離  | 頭数 | 優勝馬             | 性齢 | 所属   | タイム  | 優勝騎手   | 管理調教師 |
| ------ | -------------- | ------ | ----- | ---- | ------------------ | ---- | ------ | ------- | ---------- | ---------- |
| 第1回  | 2014年10月21日 | 門別   | 1200m | 9頭  | コールサインゼロ   | 牡2  | 北海道 | 1:13.7  | 石川倭     | 原孝明     |
| 第2回  | 2015年10月20日 | 門別   | 1200m | 6頭  | リンダリンダ       | 牝2  | 北海道 | 1:14.1  | 桑村真明   | 角川秀樹   |
| 第3回  | 2016年10月19日 | 門別   | 1200m | 11頭 | フライングショット | 牡2  | 北海道 | 1:15.0  | 五十嵐冬樹 | 桑原義光   |
| 第4回  | 2017年10月25日 | 門別   | 1200m | 9頭  | ソイカウボーイ     | 牡2  | 北海道 | 1:12.8  | 岩橋勇二   | 田中淳司   |
| 第5回  | 2018年10月30日 | 門別   | 1200m | 6頭  | エムオータイショウ | 牡2  | 北海道 | 1:11.6  | 桑村真明   | 角川秀樹   |
| 第6回  | 2019年10月24日 | 門別   | 1200m | 8頭  | ヘイセイメジャー   | 牡2  | 北海道 | 1:12.9  | 宮崎光行   | 松本隆宏   |
| 第7回  | 2020年9月3日   | 門別   | 1700m | 9頭  | ラッキードリーム   | 牡2  | 北海道 | 1:49.4  | 石川倭     | 林和弘     |
| 第8回  | 2021年8月26日  | 門別   | 1700m | 9頭  | リコーヴィクター   | 牡2  | 北海道 | R1:46.7 | 山本咲希到 | 川島雅人   |
| 第9回  | 2022年8月24日  | 門別   | 1700m | 7頭  | ベルピット         | 牡2  | 北海道 | 1:48.5  | 桑村真明   | 角川秀樹   |
| 第10回 | 2023年7月27日  | 門別   | 1200m | 12頭 | オスカーブレイン   | 牡2  | 北海道 | 1:14.2  | 阿部龍     | 角川秀樹   |
| 第11回 | 2024年8月8日   | 門別   | 1200m | 11頭 | イイデマイヒメ     | 牝2  | 北海道 | 1:14.3  | 阿部龍     | 村上正和   |
| 第12回 | 2025年8月7日   | 門別   | 1200m | 7頭  | ゴッドバロック     | 牡2  | 北海道 | 1:14.1  | 阿部龍     | 角川秀樹   |

タイム欄のRは2歳コースレコードを示す。

### 2013年までの優勝馬
| 施行日         | 開催地 | 距離  | 頭数 | 優勝馬             | 性齢 | 所属   | タイム | 優勝騎手 | 管理調教師 |
| -------------- | ------ | ----- | ---- | ------------------ | ---- | ------ | ------ | -------- | ---------- |
| 2009年10月20日 | 門別   | 1200m | 13頭 | モエレデフィニット | 牡2  | 北海道 | 1:13.9 | 坂下秀樹 | 村上正和   |
| 2010年11月2日  | 門別   | 1200m | 10頭 | ピエールタイガー   | 牡2  | 北海道 | 1:13.2 | 桑村真明 | 堂山芳則   |
| 2011年11月1日  | 門別   | 1200m | 8頭  | エンジェルツイート | 牝2  | 北海道 | 1:12.2 | 岩橋勇二 | 角川秀樹   |
| 2012年11月6日  | 門別   | 1200m | 9頭  | プロティアン       | 牡2  | 北海道 | 1:12.9 | 桑村真明 | 山田和久   |
| 2013年10月29日 | 門別   | 1200m | 12頭 | ドントコイ         | 牡2  | 北海道 | 1:13.1 | 桑村真明 | 角川秀樹   |

### 各回競走結果の出典
- サッポロクラシックカップ 歴代優勝馬（第1回以降） - 地方競馬全国協会
- netkeiba.com（最終閲覧日：2014年11月1日）
  - 2013年までの優勝馬：2009年、2010年、2011年、2012年、2013年